# Зузин, Михаил Александрович
Михаил Александрович Зузин (Зюзин) (1684 — после 1764) — участник Северной войны 1700—1721 гг., один из руководителей органов снабжения русской армии, тайный советник.

## Биография
Зузин родился в 1684 году в семье комнатного стольника Александра Ивановича Зузина (Зюзина) (ум. 1710), представителя старого и видного дворянского рода Зузиных. Он начал службу достаточно поздно для своего времени, в 1704 году в 20-летнем возрасте записанный «из недорослей» солдатом в лейб-гвардии Семёновский полк. В том же году он принял участие во взятии Нарвы, затем участвовал в боевых действиях на территории Речи Посполитой, в 1708 году был ранен в сражении при Лесной, а в следующем году сражался в Полтавской битве и находился при последующей капитуляции шведской армии при Переволочне.
В 1710 году Зузин был произведён в подпоручики в Смоленский пехотный полк, три года спустя — в поручики, с 1719 года служил в Олонецком драгунском полку, а 1726 году был зачислен в Кавалергардский корпус кавалергардом с чином армейского капитана.
В 1730 году Зузин принял участие в противостоянии сторонников Анны Иоанновны и Верховного Тайного Совета, подписав знаменитое прошение 276 представителей дворянства «о восприятии самодержавия», составленное князем А. Д. Кантемиром и поданное 25 февраля императрице генерал-фельдмаршалом князем И. Ю. Трубецким.
В 1731 году Анна Иоановна расформировала Кавалергардский корпус, и Зузин 23 июля был уволен с чином майора «в дом до указа», однако уже через полгода, 14 января 1732 года, Сенат определил его товарищем главного судьи Судного приказа в Москве. 19 февраля 1736 года состоялся Высочайше утверждённый доклад Сената о замещении должностей в Военной коллегии и подчинённых ей структурах, согласно которому Зузин был перемещён на место одного из трёх советников ведавшей вопросами заготовления и выдачи обмундирования Мундирной конторы Военной коллегии. Находясь в этой должности, был пожалован 6 апреля 1741 года правительницей Анной Леопольдовной в чин статского советника.
25 января 1742 года ряд структурных подразделений Военной коллегии, в том числе и Мундирная контора, были реорганизованы в единый Главный комиссариат — самостоятельное ведомство, ведавшее вопросами снабжения армии и не подчинявшееся Военной коллегии; Зузин при этом был назначен советником Главного комиссариата. На этом посту он прослужил в течение всего царствования Елизаветы Петровны; в 1744 году в связи со смертью президента Юстиц-коллегии князя И. Ю. Трубецкого (младшего) Сенат выдвигал на место его преемника среди других и кандидатуру Зузина. 13 мая 1754 года императрица Елизавета произвела Зузина в действительные статские советники.
Только после вступления на престол Петра III Зузин, после двадцати лет пребывания в должности, был освобождён Сенатом от присутствия в Главном комиссариате и «отпущен в свой дом» (6 марта 1762 года), продолжая, однако, числиться на службе. Только в 1764 году он подал прошение об отставке. Сенатор князь Я. П. Шаховской, бывший начальник Зузина по своей прежней должности генерал-кригскомиссара, при рассмотрении дела отметил, что «сей старик слаб и дряхл — за семьдесят лет»
23 июля сенаторы представили Екатерине II своё заключение по ряду выходивших в отставку лиц, «о увольнении от статской службы и о награждении из них некоторых за бытность у дел следующими чинами». Первым в поданном императрице реестре шло имя действительного статского советника Зузина, которого Сенат представлял к производству в тайные советники. 20 августа Екатерина II утвердила доклад Сената, завершив этой наградой 60-летнюю службу Зузина. Точная дата кончины Зузина не установлена.
Зузин являлся крупным помещиком: на 1731 год ему принадлежало в 9 уездах (Московском, Костромском, Нижегородском, Галицком, Воротынском, Перемышльском, Лихвинском, Орловском и Симбирском) 998 душ.

## Семья
Сведений о семье Зузина сохранилось немного. Из исповедной ведомости церкви Воскресения Христова в Москве, в приходе которой находился дом Зузина, видно, что на 1754 год с ним проживала супруга Матрёна Денисовна (род. 1685). На 1731 год у Зузина был показан единственный сын Алексей (род. 1720), который «русской грамоте обучен, а ныне обучается немецкаго языка». В 1754 году Алексей Михайлович Зузин состоял уже в чине майора.